# Cechenena interposita
Cechenena interposita är en fjärilsart som beskrevs av James John Joicey och Talbot 1921. Cechenena interposita ingår i släktet Cechenena och familjen svärmare. Inga underarter finns listade i Catalogue of Life.